# 小活佛
《小活佛》（英語：Little Buddha）是一部1993年義大利、法國和英國合拍的劇情片，由柏納多·貝托魯奇執導，基努·李維、克里斯·伊薩克、布莉姬·芳達、亞歷克斯·維森丹格與英若诚主演。

## 劇情
劇情描述幾個孩子真實的經歷而改編：在不丹的諾布喇嘛（仁波切）到美國西雅圖、印度和尼泊爾加德滿都尋找他幾年前圓寂的上師-多傑喇嘛（仁波切），電影中穿插了佛陀出生、離家及悟道的過程。

## 演員
- 布莉姬·芳達飾演麗莎·康萊德
- 基努·李維飾演悉達多太子
- 克里斯·伊薩克（英语：Chris Isaak）飾演狄恩·康萊德
- 英若诚飾演拉瑪·諾布
- 亞歷克斯·維森丹格飾演傑西·康萊德

## 反響
《小活佛》獲得的評價整體褒貶不一。爛番茄根據25條評論而持有68%的新鮮度，平均得分5.9 / 10。
克里斯·伊薩克因該片而入圍了金酸莓獎最差新人。但該片在法國非常成功，在該國為1993年票房收入第19部高的電影，觀影人數達135萬人。

## 外部連結
- 互联网电影数据库（IMDb）上《小活佛》的资料（英文）
- 豆瓣电影上《小活佛》的資料 （简体中文）
- 爛番茄上《Little Buddha》的資料（英文）
- Box Office Mojo上《小活佛》的資料（英文）